# Mangochi
Mangochi é um distrito do Maláui localizado na Região Sul. Sua capital é a cidade de Mangochi.